# Roi David Miedema

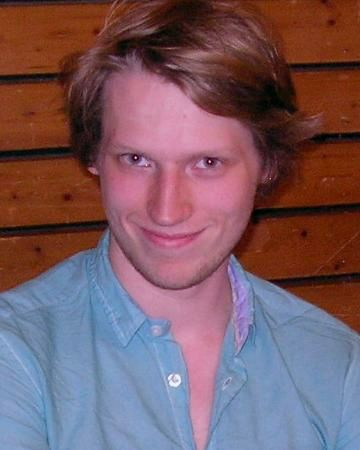
David Miedema, Deizisau 2011

Roi David Miedema, vooral bekend als David Miedema, (17 september 1989) is een Nederlandse internationaal meester in het schaken. 
Hij eindigde in het Nederlands kampioenschap schaken 2009 op de met Robin Swinkels gedeelde zesde plaats met 3½ uit 8. Dat leverde hem zijn derde IM norm op waarmee die titel voor hem aangevraagd kon worden. 